# Битва при Ангиари (фреска)
«Битва при Ангиари», «Битва при Ангьяри» (итал. Battaglia di Anghiari, также иногда передается как «Битва при Ангьяри») — утраченная фреска Леонардо да Винчи. Художник работал над ней в 1503—1506 гг.
Фреска предназначалась для украшения одной из стен зала Большого совета (Салона пятисот) дворца Синьории во Флоренции.
Сохранились копии с картона для этой фрески. Один из лучших рисунков, сделанный П. П. Рубенсом, находится в собрании Лувра. Живописная копия фрагмента фрески (Tavola Doria) находилась в собрании Джованни Карло Дориа. Ныне в Уффици, Флоренция.

## История создания

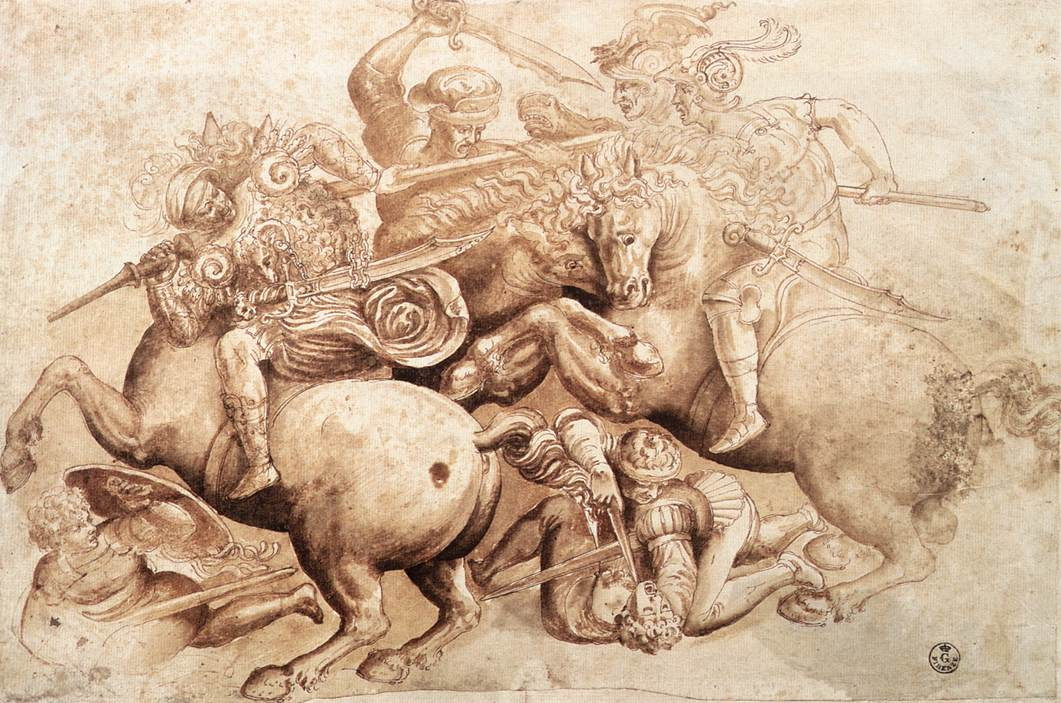
Деталь картона к фреске. Копия рисунка Леонардо да Винчи. Между 1503 и 1505. Бумага, перо, сепия, белила. Уффици, Флоренция

Фреска была заказана Леонардо да Винчи гонфалоньером Содерини в честь восстановления Флорентийской республики после изгнания Пьеро Медичи.
Одновременно с Леонардо противоположную стену зала Содерини поручил расписать Микеланджело.
Для батальной сцены да Винчи выбрал сражение при Ангьяри, произошедшее 29 июня 1440 года между флорентийцами и миланскими войсками под командованием кондотьера Никколо Пиччинино. Несмотря на численное превосходство, миланцы были разгромлены небольшим отрядом Итальянской лиги, возглавлявшейся Флорентийской республикой.
По замыслу художника, фреска должна была стать самой масштабной его работой. По размерам (6,6 на 17,4 метра) она в три раза превышала «Тайную вечерю». Леонардо тщательно подготовился к созданию росписи, изучил описание битвы и изложил свой замысел в записке, представленной Синьории. Для работы над картоном, происходившей в Папском зале при церкви Санта-Мария-Новелла, Леонардо сконструировал особые леса, которые складывались и раскладывались, поднимая и опуская художника на требуемую высоту. Центральную часть фрески занимал один из ключевых моментов битвы — сражение группы всадников за знамя.
По словам Вазари, подготовительный рисунок был признан вещью
…выдающейся и выполненной с большим мастерством из-за удивительнейших наблюдений, применённых им в изображении этой свалки, ибо в этом изображении люди проявляют такую же ярость, ненависть и мстительность, как и лошади, из которых две переплелись передними ногами и сражаются зубами с не меньшим ожесточением, чем их всадники, борющиеся за знамя…

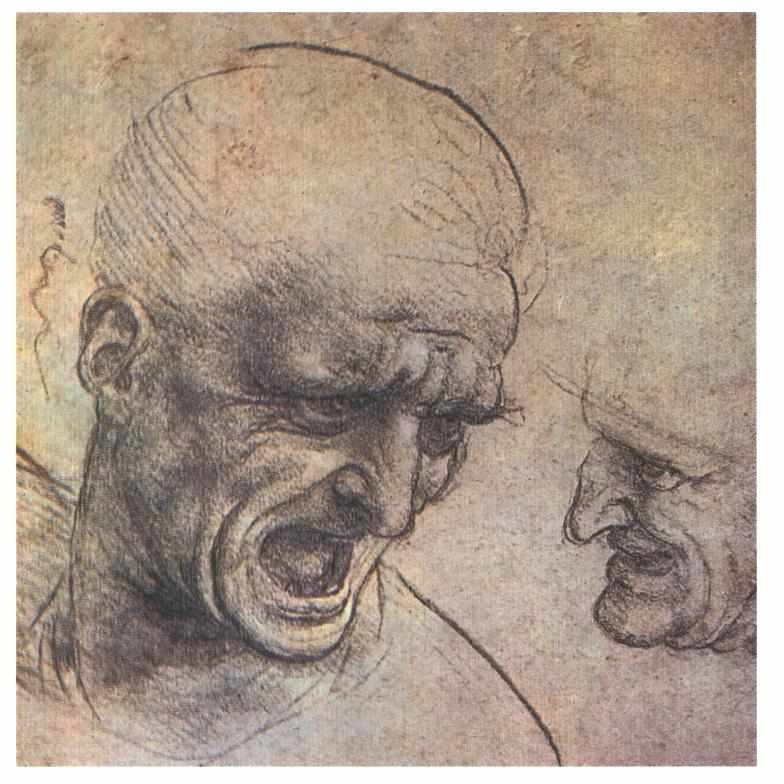
Голова воина. Эскиз к фреске. 1504 – 1505. Бумага, итальянский карандаш. Музей изобразительных искусств, Будапешт

По воле Синьории два великих мастера того времени работали над украшением зала. Это был единственный раз, когда Леонардо и Микеланджело встретились в одном проекте. Каждый блеснул сильной стороной своего дарования.  В отличие от да Винчи Микеланджело выбрал более «приземлённый» сюжет. Его роспись «Битва при Кашине» должна была показать флорентийских воинов в тот момент, когда во время купания они подверглись внезапному нападению противника. Оба картона в течение нескольких месяцев были представлены на обозрение публики. Позднее Бенвенуто Челлини, видевший картоны, когда они ещё были целы, назвал работы Леонардо и Микеланджело «школой для всего света». 

По мнению многих исследователей, несмотря на то, что работы по украшению Палаццо Веккьо так и не были осуществлены (Микеланджело даже не приступал к росписи), два гения совершили переворот в развитии западноевропейской живописи, приведший к развитию новых стилей — классицизма и барокко.
Одна из первых копий (набросок чернилами) с оригинального картона да Винчи принадлежит Рафаэлю и хранится в Оксфорде, в Университетской галерее. В Уффици имеется незаконченная копия, возможно, принадлежащая художнику-любителю. По предположению Миланези, она могла быть использована Лоренцо Заччиа да Лука при создании гравюры в 1558 году  с надписью: «ех tabella propria Leonard! Vincii manu picta opus sumptum a Laurentio Zaccia Lucensi ob eodemque nunc excussum, 1558». Предполагается, что именно с гравюры Заччиа около 1605 года сделал свой рисунок Рубенс.
Леонардо продолжал начатые при создании «Тайной вечери» эксперименты с составами краски и грунтом. Существуют различные предположения о причинах разрушения фрески, начавшегося уже в процессе работы. По словам Вазари Леонардо писал по стене масляными красками, и роспись стала отсыревать уже в процессе работы. Анонимный биограф да Винчи говорит, что тот использовал рецепт смеси Плиния (живопись восковыми красками в технике энкаустики), но неверно истолковал его. Тот же аноним утверждает, что стена была просушена неравномерно: вверху она была сырая, тогда как внизу высохла под воздействием угольных жаровен. Леонардо обратился к восковым краскам, но некоторые пигменты вскоре просто испарились. Леонардо, пытаясь исправить положение, продолжил работу масляными красками. Паоло Джовио рассказывает, что штукатурка не принимала состав на основе орехового масла. Из-за технических трудностей работа над самой фреской продвигалась медленно. Возникли проблемы материального характера: Совет требовал либо предоставить готовую работу либо вернуть выплаченные деньги. Работу да Винчи прервало его приглашение в 1506 году в Милан французским наместником Шарлем д’Амбуазом. Фреска осталась незавершённой.
В 1555—1572 годах семья Медичи решила реконструировать зал. Осуществлял перестройку Вазари с помощниками. В результате произведение Леонардо было утрачено — его место заняла фреска Вазари «Битва при Марчиано».

## Поиски фрески
В 1975 году итальянский искусствовед Маурицио Серачини предположил, что фреска Леонардо вовсе не была в таком плачевном состоянии, как считалось ранее. Доказательство он видел в гравюре, сделанной, по его предположению, не с картона, а с самой фрески, и датированной 1553 годом. На гравюре отчётливо видны все детали росписи — следовательно, «Битва при Ангиари» была в отличном состоянии и через пятьдесят лет после создания. Серачини был уверен, что Вазари, восхищавшийся «Битвой при Ангиари», никогда бы не стал уничтожать работу Леонардо, а спрятал её под своей фреской. Известно, что подобным образом Вазари поступал, когда получал заказы на записи фресок Джотто и Мазаччо. Серачини обратил внимание на изображение небольшого зелёного вымпела с загадочной надписью: «Cerca trova» («Ищущий находит») и посчитал это намёком Вазари на то, что за стеной находится фреска Леонардо. Акустические исследования показали наличие за стеной с «Битвой при Марчиано» узкой (1—3 см) воздушной прослойки, достаточно крупной, чтобы фреска Леонардо могла поместиться там. Серачини предположил, что Вазари не стал создавать свою фреску поверх фрески да Винчи, а просто построил перед ней новую стену, спрятав тем самым «Битву при Ангиари».
В 2002 году власти Флоренции запретили Серачини поиски, опасаясь, что будет нанесён вред фреске Вазари. Однако в августе 2006 года было разрешено продолжить исследования. Для финансирования проекта «Anghiari» создан специальный фонд. В целях проведения тестирования было принято решение выстроить уменьшенную модель из двух, расположенных на небольшом расстоянии одна от другой стен. Для создания копии специалисты главного института реконструкции Италии Opificio delle Pietre Dure должны были применить материалы, использованные при возведении восточной стены Салона Пятисот, за которой, как предполагал Серачини, спрятана фреска Леонардо. На стены предполагалось нанести краски, которые применяли Леонардо и Вазари. При положительном результате тестов возглавляемая Серачини компания CISA3 должна была применить новые технологии. Однако данные о новых открытиях на сегодня отсутствуют.
Начиная с 2005 года Серачини призывал итальянские власти разрешить исследование стен «Зала 500» в Палаццо Веккьо. Несмотря на то, что предложение Серачини вызывало протесты со стороны некоторых искусствоведов, разрешение было получено в 2007 году.
12 марта 2012 года Маурицио Серачини, возглавляющий команду, которая занимается поисками фрески, сообщил, что исследователи нашли во флорентийском Палаццо Веккьо возможные следы фрески Леонардо да Винчи «Битва при Ангиари».
Со слов Серачини, исследование, проводившееся в конце 2011 года, подтвердило, что за стеной с фреской Вазари располагается полость, за которой скрывается ещё одна поверхность. При помощи зондов, которые удалось провести через 6 отверстий в стене с работой Вазари, ученые смогли взять образцы со скрытой стены — там были найдены чёрная и бежевая краска, а также красный лак.
В процессе химического анализа образцов учёные установили, что чёрный пигмент соответствует пигменту, который был использован при создании «Моны Лизы». Как бы то ни было, ряд историков, выступавших на пресс-конференции Серачини, полагают, что на данный момент итоги исследования выглядят недостаточно убедительными.

## В кинематографе
- История проводимого Серачини поиска «Битвы при Ангиари» изложена в документальном фильме «Детектив Да Винчи» («La Da Vinci Detective», режиссёр Найджел Ливи, 2006 год).
- д/ф «В поисках да Винчи» канала National Geographic (2012)